# Juan Pedro Ribas
Juan Pedro Ribas (1895 ; † 1975) fue un General y político uruguayo perteneciente al Partido Colorado, que se desempeñó en múltiples cargos públicos y fue candidato a la presidencia en 1971 logrando una magra votación.

## Trayectoria
Ribas trabajó como Fiscal Administrativo y como Fiscal Militar. Fue ascendido a general en 1945 y se retiró dos años más tarde. 
De 1947 a 1948 estuvo a cargo de la Sociedad de Amigos de la Educación Popular (SAEP) que fue fundada el 15 de septiembre de 1868 en Montevideo. 
Fue ministro de la Corte Suprema de Justicia. También presidió la Administración Nacional de Puertos (ANP).
Desde el 9 de octubre de 1954 al 16 de mayo de 1956 ocupó el cargo de Ministro de Defensa de Uruguay. Mientras ocupó este cargo, fue retado a duelo por el ex presidente Luis Batlle Berres, en ese momento consejero miembro del Consejo Nacional de Gobierno, cabeza del Poder Ejecutivo de la República Oriental del Uruguay en ese momento, por motivo de publicaciones periodísticas que tuvieron honda repercusión pública. El duelo se realizó con sables a pedido de Luis Batlle a pesar de la habilidad de Ribas con dicha arma. El padrino de Ribas en este duelo fue el General Víctor Licandro. Ambos contrincantes salieron con pocas heridas de este percance.
En las elecciones de 1971 en Uruguay, fue uno de los candidatos presidenciales por el Partido Colorado donde consiguió 4.025 votos. Durante los comicios de ese año Ribas tildó al general retirado y primer candidato de la recientemente creada coalición de izquierdas Frente Amplio, la primera elección de esta fuerza política, Líber Seregni, de traidor a la patria por amparar a las izquierdas. Estos dichos llevaron a Seregni a retar a Ribas a un duelo, el último lance conocido en Montevideo. Así, en un regimiento montevideano al amanecer del 7 de diciembre de 1971 los dos generales retirados del Ejército protagonizaron el duelo llevado a cabo con pistola, ambos se tirotearon dos veces sin alcanzarse. Esta vez Víctor Licandro, que había sido una figura de relevancia en la creación del Frente Amplio, fue padrino pero de Líber Seregni. Según su nieto, Julio Ribas, este fue el último de los cuatro duelos de los que su abuelo tomó parte a lo largo de su vida.
A principios de la década de 1970, Ribas organizó la autoproclamada Defensa Armada Nacional (DAN), de derecha, que luchó contra el MLN.

## Familia
Ribas fue el padre de Julio César Ribas, el abuelo de Julio César Ribas Vlacovich, exfutbolista y el entrenador más joven de la historia del fútbol uruguayo y el bisabuelo de Sebastián César Helios Ribas Barbato, también futbolista uruguayo. También es el abuelo de Juan Pedro Ribas Vlacovich, el comunicador y escritor uruguayo creador de la Fundación Winners y del programa "En Positivo".